# Lily Lazer
Lily Lazer, właśc. Mikko Viljami Lindström, pseud. Linde (ur. 12 sierpnia 1976 w Helsinkach) – fiński gitarzysta, członek grupy love metalowej HIM.
Zaczął grać na gitarze w wieku 9–10 lat. W zespole HIM jest od początku jego istnienia. Nagrał też solową płytę pod pseudonimem Daniel Lioneye And The Rollers, na której grają także Ville Valo (perkusja) i Mikko Paananen (gitara basowa) z zespołu HIM.

## Dyskografia
- Ihmepoika – Ihmepoika (2002)[3]
- Jeff Walker Und Die Flüffers – Welcome To Carcass Cuntry (2006)[4]
- Manna – Sister (2007)[5]
- Daniel Lioneye – Vol. II (2010)[6]